# Avenida Puccio
La avenida Puccio, también conocida como Bajada Puccio es una pequeña pero importante calle de la ciudad de Rosario. El nombre recuerda a José Nicolás Puccio (1844-1894), fundador del Pueblo Alberdi.
Corre de este a oeste desde la numeración 100 hasta 699, a la altura de Bulevar Rondeau al 1800.

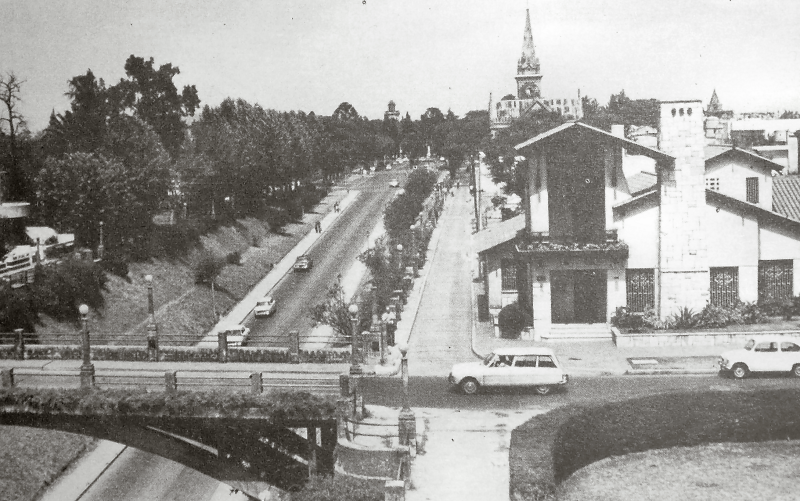
Bajada Puccio en 1971.

La bajada al río fue construida en los comienzos de Pueblo Alberdi, hoy barrio Alberdi, como acceso desde la plaza hacia el río Paraná.
La pavimentación se hizo en 1936 luego de que fuera ensanchada, fuera desmontada y perfilada la barranca y se creran los taludes de seguridad. Además del pavimento se incluyó la construcción del puente Ortiz Grognet que le sirve a la calle Álvarez Thomas para atravesar la avenida.